# Светиња (Требње)
Светиња (словен. Svetinja) је насељено место у општини Требње, регија Југоисточна Словенија, Словенија.

## Историја
До територијалне реорганизације у Словенији била је у саставу старе општине Требње.

## Становништво
У попису становништва из 2011. године, Светиња је имала 31 становника.
| Број становника према пописима | Број становника према пописима | Број становника према пописима |
| ------------------------------ | ------------------------------ | ------------------------------ |
| 1991                           | 2002                           | 2011                           |
| 15                             | 18                             | 31                             |